# Marco Basaiti

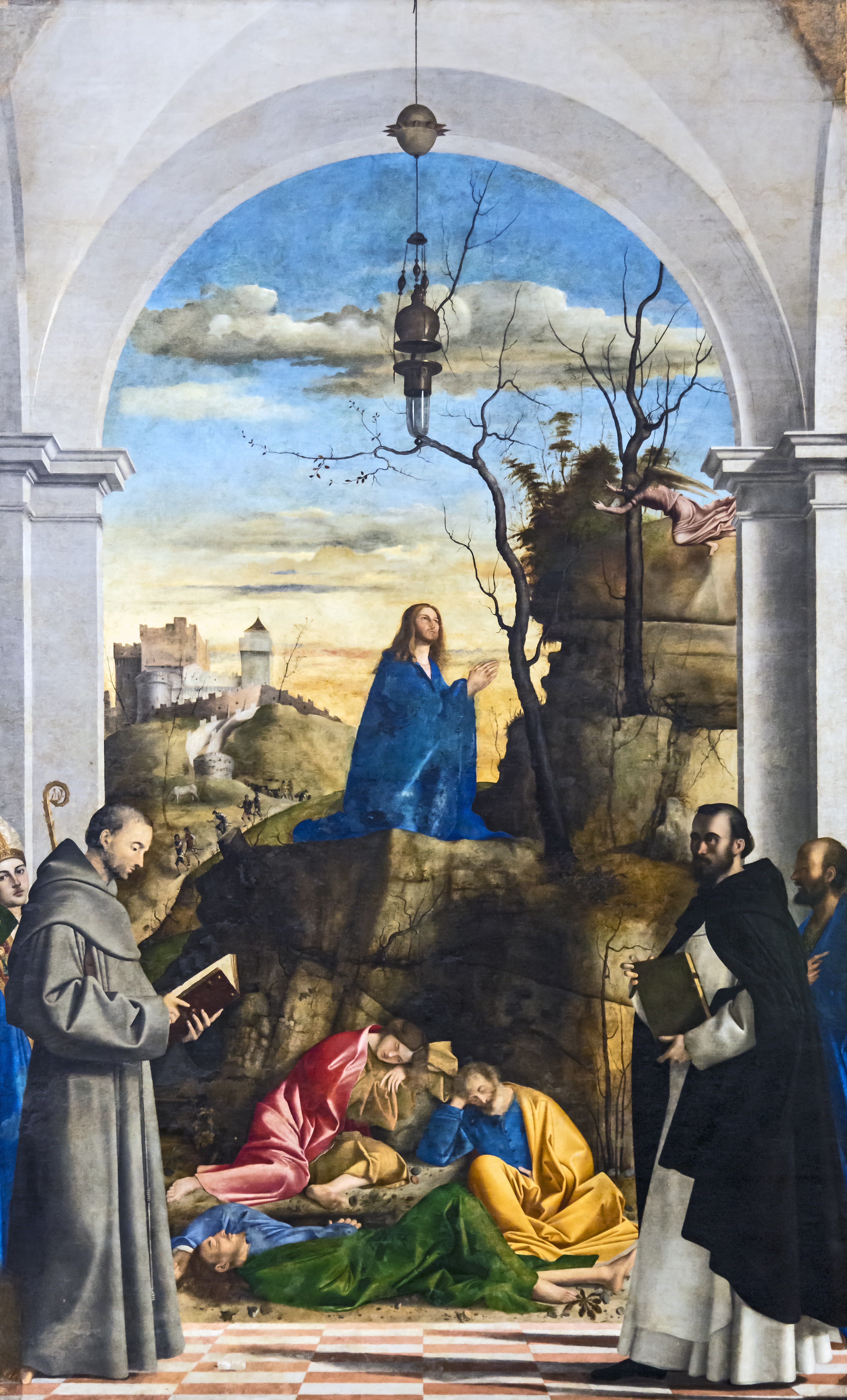
Basaiti's bekende werk Christus biddend in de tuin

Marco Basaiti (Venetië, ca. 1470-1530) was een Venetiaans schilder van Albanese afkomst en een rivaal van Giovanni Bellini. Zijn bekendste werken zijn: Christus biddend in de tuin (1516) en De roeping van St. Petrus en St. Andreas.
Zijn geboorte jaar en het jaar van aankomst in Venetië is onbekend, maar velen plaatsen zijn geboortejaar rond 1530. Basaiti begon met actief schilderen rond 1496. Men denkt dat hij zijn vak heeft geleerd in het atelier van Alvise Vivarini. Hij werkte vooral met religieuze onderwerpen, maar hij schilderde ook portretten. In verhouding tot de tijd waarin hij leefde, gebruikte hij vele kleuren voor zijn religieuze onderwerpen.
- Bibliothèque nationale de France: cb14969033n (data)
- Gemeinsame Normdatei: 120345927
- International Standard Name Identifier: 0000 0000 7045 4199
- KulturNav: d2462b08-b11a-4118-9b93-a065b08d3096
- Library of Congress Control Number: nr91029691
- RKD-Nederlands Instituut voor Kunstgeschiedenis: 4844
- Système universitaire de documentation: 189706546
- Union List of Artist Names: 500081478
- Virtual International Authority File: 96264718
- WorldCat: E39PBJfGWy6wgwKK8mVT6jxv73